# Mycodiplosis loniceracarpae
Mycodiplosis loniceracarpae är en tvåvingeart som beskrevs av Fedotova 2003. Mycodiplosis loniceracarpae ingår i släktet Mycodiplosis och familjen gallmyggor. Inga underarter finns listade i Catalogue of Life.